# Communauté odiniste d'Espagne - Ásatrú
La Communauté odiniste d'Espagne – Ásatrú (espagnol : COE - Comunidad Odinista de España – Ásatrú), aussi connue sous le nom de Cercle européen odiniste (Círculo Odinista Europeo), est une organisation germanique néo-païenne en Espagne, fondée en 1981, pour les adeptes de la dénomination du paganisme moderne connu comme odinisme (d’après la principale divinité du paganisme germanique, Odin).
La communauté  fonde son idéologie sur l’héritage wisigoth, suève et vandale de l’Espagne moderne, du Portugal et de l’Occitanie, qui remonte au VIe siècle. En 2007 la communauté odiniste d’Espagne a été reconnue légalement comme une institution religieuse par le gouvernement espagnol. Le 23 décembre 2007 à Barcelone on a célébré le premier mariage légal païen en Espagne depuis l'époque wisigoth.
En 2009 la Communauté odiniste d'Espagne Ásatrú a construit le premier temple dans le monde en l'honneur d'Odin après plus de 1000 ans d'interdiction. Le temple est situé dans le village de Navas de Jorquera, Espagne. En 2012 un groupe moins concentré sur Odin s'est séparé à l'Assemblée Vanatrú Lore Asatru (ALVA).

## Origines

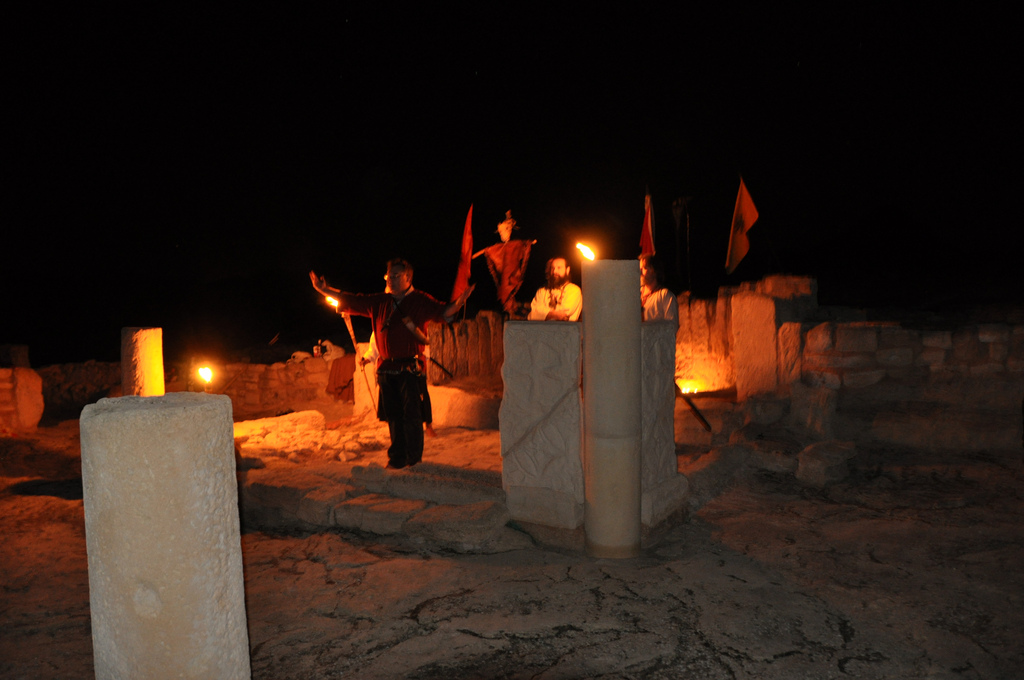
Ernesto García et d'autres membres de Communauté odiniste d'Espagne Ásatrú dans un blót à Eio durant l'automne 2009.

Le terme odinisme a été inventé par Orestes Brownson dans sa Lettre aux protestants (1848). Le terme a été réintroduit à la fin des années 1930 en Australie par Alexander Rud Mills avec sa Première Église anglicane d'Odin et son livre L'Appel de notre vieille religion nordique. Dans les années 1960 et au début des années 1970, le groupe d'étude odiniste de Else Christensen (plus tard l'Odiniste Fellowship) a introduit le terme en usage en Amérique du Nord. L'Ásatrú comporte deux familles de divinités : les Ases et les Vanes. Les pratiquants de l’Ásatrú sont appelés ásatrúar ou encore ásatrúiste, qui constitue un pur néologisme, faute de terme plus approprié. L’odinisme est une renaissance des traditions païennes préchrétiennes du Nord de l’Europe. Ces traditions connaissent plusieurs formes, mais elles ont toutes en commun qu’elles sont focalisées sur les Ases et/ou les Vanes. L’odinisme est basée sur la foi en une pléiade de dieux et de déesses, mais aussi et surtout sur la foi en une force suprême : le destin ou Wyrd. Chaque être humain vient au monde avec une gaefa c’est-à-dire un cadeau des dieux, et celui qui assume ce don afin de réaliser son destin s’appelle alors un Gaefumaðr.
Les odinistes ne se concentrent pas nécessairement sur le culte d'Odin, ils honorent également tout le panthéon nordique. Asatru, dont les origines remontent au vieux norrois, dérivés de Áss ou Ása, qui se réfère aux Ases du vieil islandais Æsir, (l'une des familles de dieux dans la mythologie nordique, dirigée par le patriarche Odin, l'autre famille sont les Vanes), et trú - «croyance» ou «foi». Ainsi, Ásatrú signifie littéralement « foi, croyance en les Ases. »

## Histoire

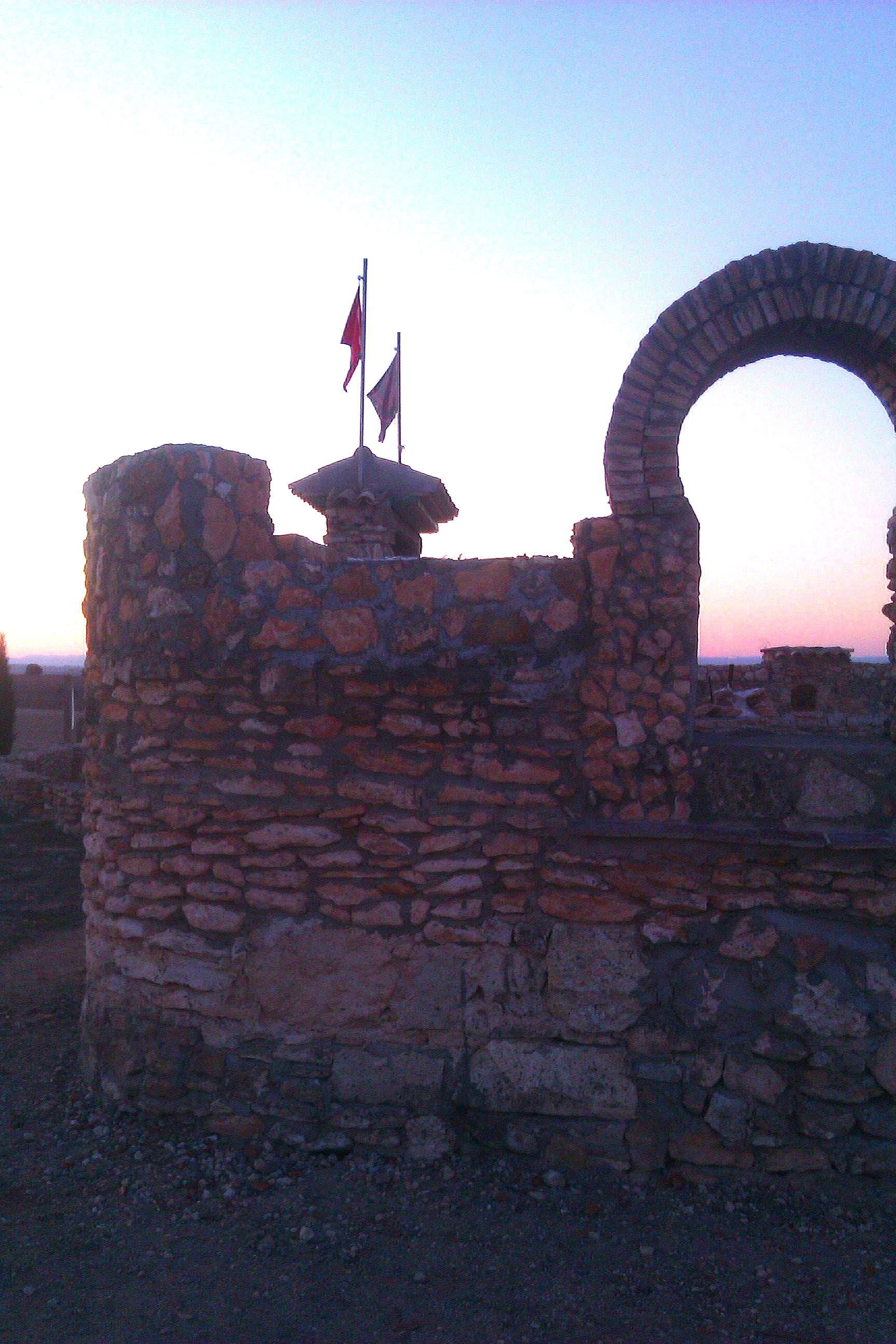
Temple de Gaut

Sous l'influence du groupe de Else Christensen, en 1981 Ernesto («Ernust») García et Isabel Rubio ont fondé le Cercle odiniste espagnol (Circulo Odinista Español) en Espagne.Christensen a donné sa bénédiction à cette organisation, et l'a reconnu dans l'année de sa fondation. Plus tard, le Cercle odiniste espagnol a élargi dans la Communauté odiniste d'Espagne - Ásatrú (Comunidad Odinista de España – Ásatrú). Depuis 2007, l'organisation a également utilisé le nom Cercle européen odiniste (Círculo Odinista Europeo), surtout par les congrégations locales qui sont en dehors de l'Espagne ou des zones hispanophones d'Espagne.
En 2006, le COE est impliqué dans la préservation de l'ancienne capitale des Goths de la péninsule ibérique, Tolède. Des efforts ont été acheminés par l'intermédiaire de José María Barreda, qui était alors président de la communauté autonome de Castilla-La Mancha et a arrêté la destruction des restes d'une ville trouvée dans les sites de la région. Plus tard, le site a été déclaré monument national.
Le COE est passé d’une simple organisation culturelle à une institution religieuse officiellement reconnue par le gouvernement espagnol en 2007, sous le nom de Comunidad Odinista de España-Asatru, leur permettant d'effectuer des cérémonies civiles juridiquement contraignantes (mariages).
Le COE a été la quatrième organisation religieuse Asatru, reconnue avec un statut officiel dans le monde, derrière l’Islande, la Norvège et le Danemark. Tandis qu’aucune reconnaissance est nécessaire dans certains pays, même aux États-Unis (où des mariages païens ont déjà été célébrés depuis au moins plusieurs décennies) , dans de nombreux pays, particulièrement dans les pays majoritairement catholiques ou qui ont une religion d’État, ce genre de sanction officielle peut être très difficile à obtenir.
En 2010, Cercle européen odiniste a demandé officiellement une déclaration de notorio arraigo (concept juridique espagnol), du gouvernement espagnol. Si c’est accordé, ce statut de « profondément enraciné » ferait du paganisme germanique la première confession religieuse polythéiste établie en Espagne qui a une valeur juridique égale avec le christianisme sous la Commission consultative sur la liberté religieuse (CALR) du ministère espagnol de la Justice, avant même l’hindouisme en Espagne.
En 2014, on estime à plus de 10 000 le nombre de odinistes en Espagne. Les chiffres en Europe au-delà de l'Espagne ne sont pas clairs.

## Croyances et théologie
La pierre commémorative en l’honneur d’Else Christensen est placée dans le temple de COE à Albacete. Le corps de la doctrine de COE est promulguée sous le nom de Rite continental odinique. En plus de neuf piliers fondamentaux compris dans l’Ásatrú, des neuf nobles vertus, le COE a ajouté ses propres valeurs de neuf points de programme
1. L’Odinisme, notre religion ancestrale en Europe.
2. La Religion du futur.
3. Les Dieux et le Sacré.
4. Un code de valeurs en tant que moyen de subsistance.
5. Odinisme comme un mode de vie.
6. Le Monde, l'Homme, l'Âme et le Corps.
7. Respect de la diversité. Lutte pour l'identité.
8. Religion, Politique, et la Société.
9. Tout périt, tout retourne à être.

La Communauté odiniste de l'Espagne est également en train d’étudier attentivement les idées de Rupert Sheldrake sur le concept des champs morphiques (un champ morphique est celui créé par une communauté d’individus qui partage un champ, une mémoire commune), ainsi que l'inconscient collectif de Carl Jung, comme « très proche des idées germaniques entourant le Puits d’Urd/ Urðarbrunnr » et présente une définition de métagénétique (le concept de Stephen McNallen (en)) comme « l'hypothèse selon laquelle il y a des implications spirituelles et métaphysiques de la relation physique entre les humains qui sont en corrélation, mais vont au-delà des limites connues de la génétique ».

## Organisation et structure

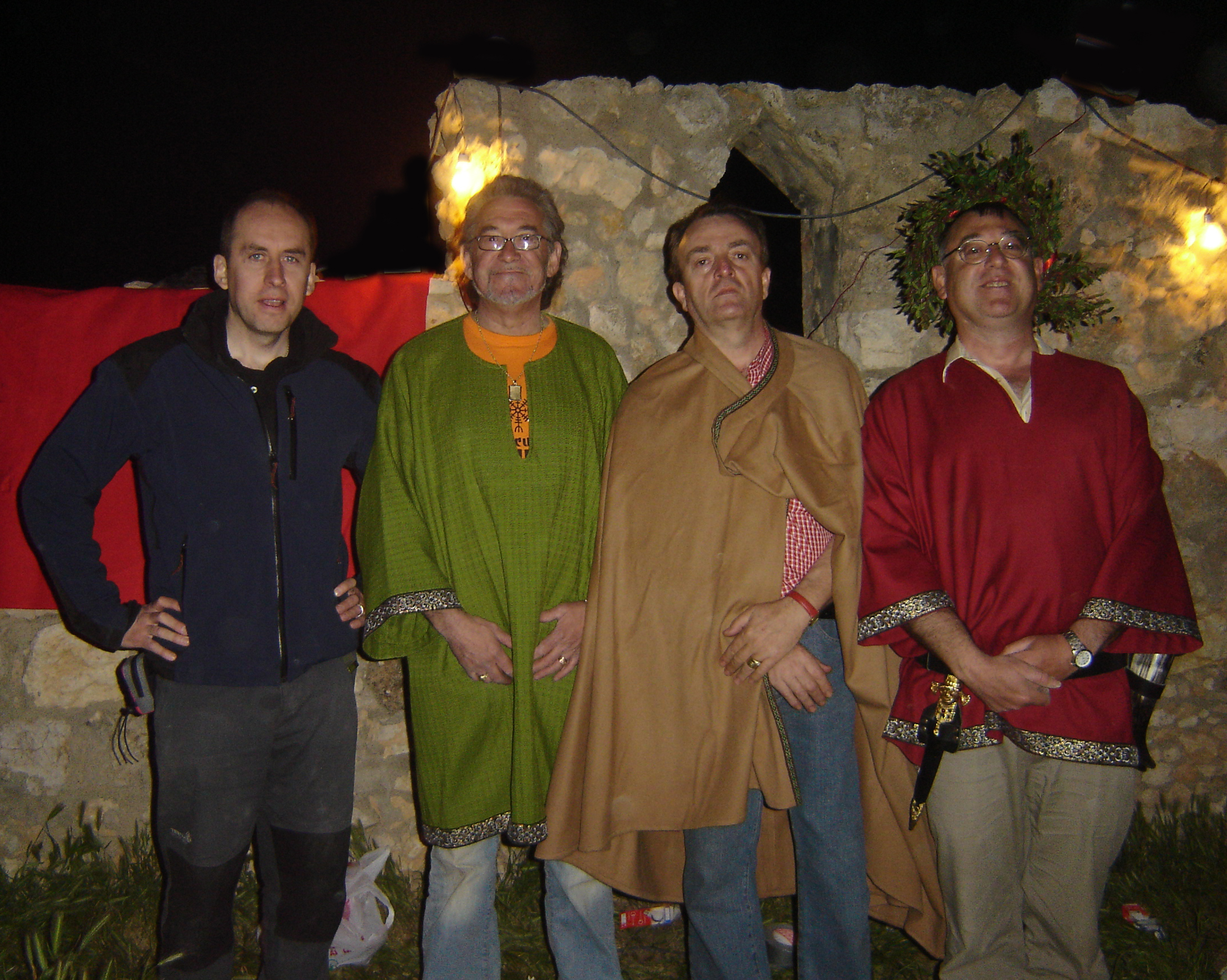
Ernesto García, l'Allsherjargoði actuel à droite.

L'organisation est dirigée par le reiki ou le président, porté la représentation légale au niveau exécutif, représentant social et religieux du COE. En dessous du Reiki, l’ordre sacerdotal Halirunae (en espagnol : Orden Halirunae Sacerdotal) se compose de trois types de rôles : le goðar (singulier goði «prêtre» ou gyðja «prêtresse») ; et deux types de seiderkner (à peu près, les chamans), le spaekona («Devin»), qui effectue de la magie spae (prophétie et divination), et le seidkona (disons le 'sorcier'), consacré à la magie de seid (voyance et haute magie) ainsi que conduisant les fonctions cérémoniales. Toute personne, homme ou femme, peut remplir un de ces rôles. Toutefois, un membre de la seider doit être considéré par la Congrégation comme possédant des capacités paranormales ou cadeaux ; les rôles de goðar sont plus cléricaux et n’ont pas de telles exigences.
Albeto Paderes a été élu président en 2009. Fin 2011, le cofondateur Ernust García a été élu à nouveau, après la renonciation de Alberto Paredes le Président de l’organisation, un poste qu’il cumule actuellement avec celui de la Allsherjargoði (essentiellement « chef », d’après le titre de chef de guerre historique islandais) et le Ufargoði (« grand prêtre ») de la communauté. Depuis 2007, lesgoðar ont été régis par le Goði Angel Arroyo et depuis 2008, l’ordre des seiderkner par la Seidkona Maria Angeles Lozano.
Sur le plan géographique, COE est organisé en kindreds, signifiant « parenté », petits groupes locaux de culte, selon la densité de population de leur région, peuvent aller du territoire urbain au territoire régional.

## Fêtes
Bien qu'il existe de nombreuses fêtes et événements dans Ásatrú, les suivantes sont officiels dans le Cercle européen odiniste:
- Janvier (Snowmoon) : 21 janvier : anniversaire de la fondation du Cercle odiniste espagnol en 1981.
- Avril (Grasamenoþs) : La première pleine lune après l'équinoxe de printemps : fête païenne Ostara. Il symbolise le renouveau de la vie et de la terre, après un hiver froid.
- Mai (Merrymoon) : 1er mai : nuit de Walpurgis, la cérémonie chamanique où Odin lui-même s’offrit en sacrifice en se pendant à l’Arbre du monde, Yggdrasil.
  - 4 mai : journée du souvenir de Else Christensen, la mère de l’odinisme, morte le 4 mai 2005.
- Juin (Sunnamenoþs) : 21 juin : solstice d'été. Festival pour honorer le dieu Balder.
- Septembre (Délestage) : 2e samedi de septembre : journée de l'odinisme. Réunion nationale (Althing, de l'ancien parlement islandais) de toute l'assemblée del COE.
- Octobre (Wintrufulliþs) : 16 octobre : jour de Vidar, dieu du silence et de la vengeance. Journée du souvenir pour les martyrs.
- Novembre (FrumaJiuleis) : 1er novembre : jour de Heimfall (chez les Celtes, la fête du Samain). Fête où la mort et la vie sont séparées par une ligne très mince, on peut passer dans les deux voies, à travers des rituels chamaniques.
  - 9 novembre : fête de la Einherjar, héros dignes d’entrer dans le Valhalla dans la vie après la mort, un temps pour faire des serments solennels et prendre part aux festivités spéciales pour le dieu Freyr.
- Décembre (AfraJiuleis) : 21 décembre : Yule, le festival constitué des 12 jours après le solstice d'hiver et l'événement le plus important pour l'odinisme. Elle représente la victoire du soleil sur les ténèbres, et il est temps de faire des serments solennels et de prendre part aux réjouissances spéciales pour le dieu Freyr.

## Le premier mariage

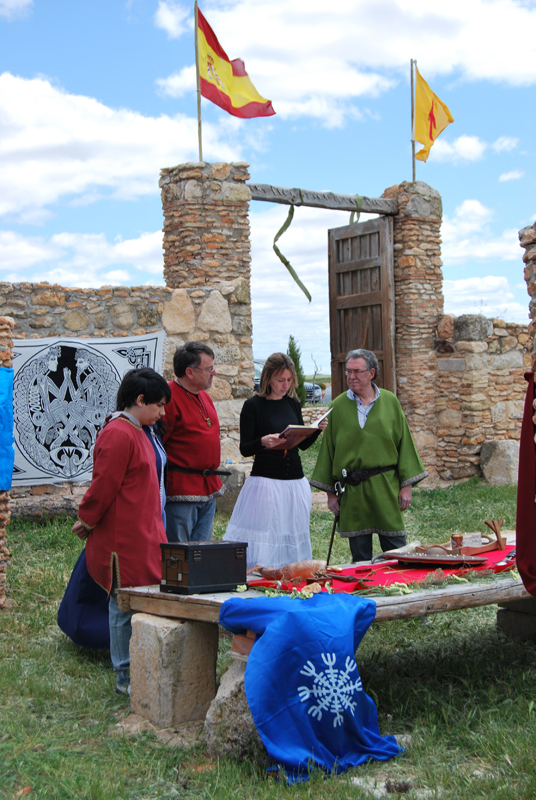
Célébration de mariage

Le 23 décembre 2007, on a célébré le premier mariage païen légal en Espagne depuis plus de 1 500 ans sur les plages de Vilanova i la Geltru, dans la province de Barcelone, en Catalogne. Un couple hétérosexuel dans la Communauté odiniste d'Espagne (identifié dans la presse comme « Jordi » et « Francesca » pour des raisons de confidentialité) ont été mariés, dirigé par l'ex-Godi (et cofondateur) Ernust García du COE. La cérémonie a été suivie par les membres du COE, ainsi que par les néo païens de toutes les confessions d’Espagne, y compris l’Ancienne Société religieuse de Kelt, Wiccan Argent Willow Coven, et la Fédération païenne, comme l'occasion historique marquée la première fois dans l'histoire de l'Espagne que paganisme de toute nature avait obtenu une reconnaissance légale de mener des mariages, en vertu de la réglementation espagnole des rites religieux des religions minoritaires dans le pays.
Un mariage néopaïen antérieurement a eu lieu en 2002 à Tenerife, aux îles Canaries, et a été réalisé par les membres du groupe néopaïen de L’Église du peuple guanche (nommé pour les Guanches, anciens habitants des îles Canaries avant la conquête de l'archipel par l'Espagne au XVe siècle). Cette organisation religieuse canarienne n’est pas officiellement reconnue par les autorités espagnoles telle qu’une institution, car elle est liée aux mouvements d'indépendance dans les îles Canaries. Néanmoins, l'événement a été prise comme un signe positif par les minorités religieuses dans les îles Canaries et l'Espagne.

## Temple de Gaut
L'un des piliers de projets était construire un temple. Dans le village de Navas de Jorquera de la province d'Albacete, la communauté autonome de Castille-La Manche, Espagne, le COE acquis légalement les ruines d'un très vieux bâtiment. Il a été entièrement reconstruit par COE, à partir de mi-2005, construit sous la forme de trois salles traditionnelles:
1. Salle consacrée à l'Aesir ;
2. Salle consacrée au Vanir ;
3. Salle de boucliers, utilisée pour les fêtes.

Le temple de Gaut (de Gautr, l'un des nombreux noms d'Odin), a été achevé en 2009 et depuis lors est en cours d'utilisation. C’est le seul temple actif à l'air libre, reconnu par l'État espagnol, puisque les anciens sont tous inclus dans le système des monuments de l’État et il n'est pas possible d'effectuer des rituels en eux.
La pierre commémorative en l’honneur de Else Christensen est placée dans le temple.

## Textes publiés
En 2015 a été publié le premier livre de la confession odiniste espagnole : Rencontre avec Odin, un essai sur la destination (espagnol : Encuentro con Odin: Un Ensayo Sobre el Destino).